# Geoffroy de Montbray
Geoffroy de Montbray (? - 2 februari 1093) was tussen 1049 en 1093 bisschop van Coutances in het hertogdom Normandië. Hij was tevens baron van Saint-Lô. Hij luidde het herstel in van Coutances als het religieus en administratief centrum van het schiereiland Cotentin.

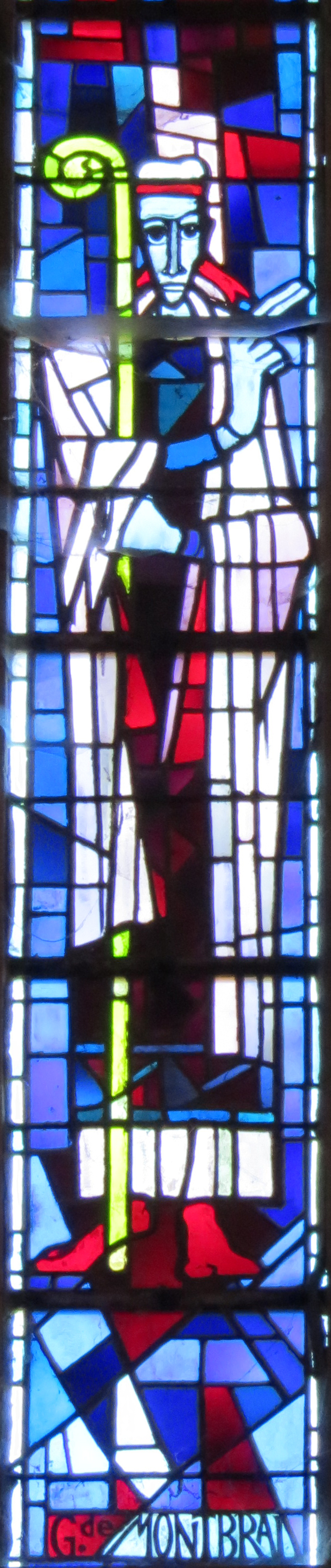
Modern glasraam dat Geoffroy de Montbray voorstelt

## Levensloop
Geoffroy de Montbray werd op 10 april 1049 in de kathedraal van Rouen tot bisschop gewijd. In Coutances trof hij een bisdom in wanorde aan. De bisschoppen van Coutances hadden in de onveilige 9e eeuw de stad verlaten voor het veiligere Rouen. Pas na het jaar 1000 was de stad veilig genoeg voor de terugkeer van de bisschoppen. Bisschop de Montbray vatte het plan op om een nieuwe kathedraal te bouwen. Om de bouw te financieren reisde hij naar het zuiden van Italië om daar onder de verwanten van Tancred van Hauteville gelden te verzamelen. Hij startte met de bouw van een nieuwe romaanse kathedraal en liet in Coutances ook een bisschoppelijk park aanleggen.
Rond 1060 schonk de Normandische hertog Willem de Veroveraar een groot domein in Valognes aan de Montbray. Hij liet er een bisschoppelijk landhuis bouwen. In 1066 vergezelde hij Willem de Veroveraar naar Hastings en vocht er aan zijn zijde. Voor het Vierde Lateraans Concilie (1215) priesters verbood om mee ten strijde te trekken, waren soldatenbisschoppen geen zeldzaamheid. Zij streden met de knots of de goedendag, omdat het gebruik van het zwaard hun wel verboden was. Als beloning kreeg hij verschillende landhuizen in Engeland.